# Players Series
La Players Series (conocida por motivos de patrocinio como Duelbits Series) es una competición de snooker que reconoce al jugador que se granjee los mejores resultados a lo largo de tres torneos diferentes. Creada en 2019, incluye el World Grand Prix, el Players Championship y el Tour Championship.

## Historia y formato
El certamen ha contado con diferentes patrocinios a lo largo de los años: tanto en la edición inaugural de la temporada 2018-19 como en la 2019-20, se llamó Coral Cup por la casa de apuesta de ese nombre; en la 2020-21 y en 2021-22, se conoció como Cazoo Series por la empresa británica de reventa de automóviles, y desde la temporada 2022-23 lleva el nombre de Duelbits Series por un casino que usa criptomonedas. Con la excepción de la segunda temporada, no se le ha concedido un premio adicional al jugador con mejores resultados en el conjunto de los torneos; fue Stephen Maguire, ganador del Tour Championship de 2020, quien se llevó entonces cien mil libras esterlinas por ese concepto. A diferencia de en otros torneos, los que conforman esta serie no se guían por el ranking mundial a la hora de seleccionar a los jugadores que participan, sino que se fijan en los resultados de la temporada en curso. El número de participantes se va reduciendo con cada torneo: treinta y dos en el Grand Prix, dieciséis en el Players Championship y ocho en el Tour Championship.

### Ganadores
| Temporada | Ganador           | Ref.                 |
| --------- | ----------------- | -------------------- |
| 2018-19   | Ronnie O'Sullivan | [ 5 ] [ 6 ] [ 7 ]    |
| 2019-20   | Stephen Maguire   | [ 8 ] [ 9 ] [ 10 ]   |
| 2020-21   | Neil Robertson    | [ 11 ] [ 12 ] [ 13 ] |
| 2021-22   | Neil Robertson    | [ 14 ] [ 15 ] [ 16 ] |
| 2022-23   | Shaun Murphy      | [ 17 ] [ 18 ] [ 19 ] |

### Finales
| Temporada       | Torneo                       | Ganador           | Resultado | Subcampeón        | Sede          | Referencias |
| --------------- | ---------------------------- | ----------------- | --------- | ----------------- | ------------- | ----------- |
| Coral Cup       |                              |                   |           |                   |               |             |
| 2018-19         | World Grand Prix de 2019     | Judd Trump        | 10-6      | Ali Carter        | Cheltenham    | [ 5 ]       |
| 2018-19         | Players Championship de 2019 | Ronnie O'Sullivan | 10-4      | Neil Robertson    | Preston       | [ 6 ]       |
| 2018-19         | Tour Championship de 2019    | Ronnie O'Sullivan | 13-11     | Neil Robertson    | Llandudno     | [ 7 ]       |
|                 |                              |                   |           |                   |               |             |
| 2019-20         | World Grand Prix de 2020 (1) | Neil Robertson    | 10-8      | Graeme Dott       | Cheltenham    | [ 8 ]       |
| 2019-20         | Players Championship de 2020 | Judd Trump        | 10-4      | Yan Bingtao       | Southport     | [ 9 ]       |
| 2019-20         | Tour Championship de 2020    | Stephen Maguire   | 10-6      | Mark Allen        | Milton Keynes | [ 10 ]      |
| Cazoo Series    |                              |                   |           |                   |               |             |
| 2020-21         | World Grand Prix de 2020 (2) | Judd Trump        | 10-7      | Jack Lisowski     | Milton Keynes | [ 11 ]      |
| 2020-21         | Players Championship de 2021 | John Higgins      | 10-3      | Ronnie O'Sullivan | Milton Keynes | [ 12 ]      |
| 2020-21         | Tour Championship de 2021    | Neil Robertson    | 10-4      | Ronnie O'Sullivan | Newport       | [ 13 ]      |
|                 |                              |                   |           |                   |               |             |
| 2021-22         | World Grand Prix de 2021     | Ronnie O'Sullivan | 10-8      | Neil Robertson    | Coventry      | [ 14 ]      |
| 2021-22         | Players Championship de 2022 | Neil Robertson    | 10-5      | Barry Hawkins     | Wolverhampton | [ 12 ]      |
| 2021-22         | Tour Championship de 2022    | Neil Robertson    | 10-9      | John Higgins      | Llandudno     | [ 10 ]      |
| Duelbits Series |                              |                   |           |                   |               |             |
| 2022-23         | World Grand Prix de 2023     | Mark Allen        | 10-9      | Judd Trump        | Cheltenham    | [ 17 ]      |
| 2022-23         | Players Championship de 2023 | Shaun Murphy      | 10-4      | Ali Carter        | Wolverhampton | [ 18 ]      |
| 2022-23         | Tour Championship de 2023    | Shaun Murphy      | 10-7      | Kyren Wilson      | Hull          | [ 19 ]      |

## Estadísticas

### Palmarés
| Jugador           | Total | World Grand Prix | Players Championship | Tour Championship |
| ----------------- | ----- | ---------------- | -------------------- | ----------------- |
| Neil Robertson    | 4     | 1                | 1                    | 2                 |
| Judd Trump        | 3     | 2                | 1                    | 0                 |
| Ronnie O'Sullivan | 3     | 1                | 1                    | 1                 |
| Shaun Murphy      | 2     | 0                | 1                    | 1                 |
| Stephen Maguire   | 1     | 0                | 0                    | 1                 |
| John Higgins      | 1     | 0                | 1                    | 0                 |
| Mark Allen        | 1     | 1                | 0                    | 0                 |
| Total             | 15    | 5                | 5                    | 5                 |